# Стрешинський замок
Стрешинський замок існував у XII — XVIII ст. y смт Стрешин Жлобінського району Гомельської області.

## Опис
Він був побудований із дерева на оточеному ровом мисі Дніпра. Система укріплень замку включала 5 веж, рів, вал, городні. Серед зброї Стрешинського замку були гармати, мушкети, гаківниці, залізні та олов'яні ядра, гаківничні та мушкетні кулі тощо.

## Військова історія
Під час Хмельниччини та війни між Московією та Річчю Посполитою 1654—1667 рр. замок перебував у центрі військових подій. У липні 1654 р. козаки Івана Золотаренка узяли Стрешин штурмом та спалили замок. Після війни Стрешинський замок був відбудований, але не мав попередньої потужності і проіснував у такому стані до 1793 року.